# Bandera El Diario Vasco
La Bandera El Diario Vasco fue una competición de remo, concretamente de traineras, que tuvo lugar en distintas localidades de Guipúzcoa entre los años 1994 y 2001.

## Historial
| Edición | Año  | Localidad            | Campeón   | Segundo                 | Tercero             |
| ------- | ---- | -------------------- | --------- | ----------------------- | ------------------- |
| I       | 1994 | Pasajes de San Pedro | San Pedro | Remeros de San Juan     | Hondarribia         |
| II      | 1995 | Pasajes de San Pedro | San Pedro | Remeros de San Juan     | Hondarribia         |
| III     | 1996 | Pasajes de San Juan  | San Pedro | Ondarroa                | Remeros de San Juan |
| IV      | 1997 | Orio                 | San Pedro | Orio                    | Remeros de San Juan |
| V       | 1998 | Orio                 | Orio      | Donostia Arraun Lagunak | Getaria             |
| VI      | 1999 | San Sebastián        | San Juan  | Remeros de San Juan     | Castro-Urdiales     |
| VII     | 2000 | San Sebastián        | San Juan  | Astillero               | Castro-Urdiales     |
| VIII    | 2001 | Pasajes de San Pedro | Urdaibai  | Santurtzi               | Orio                |

## Palmarés
| Victorias | Club      | Años                   |
| --------- | --------- | ---------------------- |
| 4         | San Pedro | 1994, 1995, 1996, 1997 |
| 2         | San Juan  | 1999, 2000             |
| 1         | Orio      | 1998                   |
| 1         | Urdaibai  | 2001                   |